# Otto Fein
Otto Fein (* 28. März 1895 in Hamburg; † 9. Januar 1953 ebenda) war ein deutscher Marineoffizier.

## Leben

### Familie und Ausbildung
Theodor Wilhelm Otto Fein war der Sohn des Landrichters Oskar Fein und dessen Frau Henriette Fein, geborene Leisewitz. Von 1901 bis 1904 besuchte er die Vorschule des Herrn Thedsen und danach das Wilhelm-Gymnasium in Hamburg. Dort bestand er Ostern 1913 sein Abitur und trat am 1. April des gleichen Jahres als Seekadett in die Kaiserliche Marine ein. Nach einer ersten infanteristischen Ausbildung an der Marineschule Mürwik kam Fein am 10. Mai 1913 auf den Großen Kreuzer Hansa. Auf diesem Schulkreuzer nahm er vom 11. August bis zum 17. März 1914 an einer Ausbildungsreise ins Mittelmeer teil. Ab dem 1. April 1914 durchlief er an der Marineschule die üblichen Fähnrichslehrgänge und wurde am 31. Juli auf das alte Linienschiff Elsass, als 2. Funkentelegrafie (FT)-Offizier kommandiert, wo er auch den Ausbruch des Ersten Weltkriegs miterlebte.

### Kaiserliche Marine und Erster Weltkrieg
Am 18. September 1915 wurde Fein zum Leutnant zur See ernannt, und am 8. März des folgenden Jahres für zwei Monate auf das Linienschiff Braunschweig, ebenfalls als 2. FT-Offizier, versetzt. Ab dem 15. Mai 1916 war Fein für acht Monate Wachoffizier (WO) auf dem Minenkreuzer Nautilus. Im Anschluss absolvierte er einen Navigationslehrgang und kam zur U-Bootsausbildung. Vom 6. Mai 1917 bis zum 24. Juni 1917 war er WO auf dem Unterseeboot UC 28. Im Folgemonat (21. Juli) wurde Fein auf den U-Kreuzer U 151, ebenfalls als Wachoffizier, versetzt. Am 28. März 1918 wechselte er in gleicher Dienststellung auf den U-Kreuzer U 140. Dort erlebte er das Kriegsende.

### Reichsmarine
Vom 2. Dezember 1918 bis zum 1. April 1919 unterstand Fein dem U-Kreuzer-Verband bzw. der U-Boot-Inspektion. Er wurde in die neue Reichsmarine übernommen. Danach war er für ein Jahr WO und Adjutant auf dem Kleinen Kreuzer Straßburg und vom 1. April 1920 bis zum 25. Oktober 1920 Wachoffizier in der 1. Torpedobootshalbflottille. Im Anschluss führte Oberleutnant zur See Fein (seit dem 7. Januar 1920) als Kommandant bis zum 31. August 1922 nacheinander die Minensuchboote M 93 und M 109 in der V. Flottille. Es folgte die Kommandierung an die Marineschule Mürwik als Adjutant und Gruppenoffizier. Vom 16. Juli 1923 bis zum 25. März 1925 war Fein Wach- und Rollenoffizier auf dem Kreuzer Berlin, mit dem er zwei längere Auslandsreisen unternahm. Die erste (15. Januar 1924 – 18. März 1924) führte in den Atlantik bis zu den Azoren. Auf dem Rückweg wurden die Kanarischen Inseln, Madeira und Cartagena angelaufen. Die zweite Reise begann am 1. November 1924 und führte über die Kanaren bis in die Karibik, wobei u. a. Saint Thomas, Cartagena in Kolumbien, Colón, Veracruz, Havanna, La Guaira, San Juan/Puerto Rico und auf dem Rückmarsch die Azoren angelaufen wurden. Trotz eines schweren Sturms in der Biskaya erreichte die Berlin am 16. März 1925 wohlbehalten Kiel. Am 1. April 1925 wurde Fein zum Kapitänleutnant befördert.
Für die nächsten 18 Monate war er Navigationsoffizier auf dem Vermessungsschiff Panther. Am 1. Oktober 1926 wurde er bis zum Ende des Jahres nochmals an die Marineschule Mürwik versetzt. Es folgte bis zum 25. September 1927 die Kommandierung zum Stationskommando der Ostsee, wo er bis zum 23. September 1928 als 3. Admiralstabsoffizier diente. Im Anschluss ging er nach Berlin in die Marineleitung, wo er als Referent in der Flottenabteilung (A V) eingesetzt war. Nach einem knappen halben Jahr wechselte er am 16. März 1929 als Dezernent in die Wehrmachtabteilung im Reichswehrministerium.
Ab dem 30. September 1931 folgte ein Bordkommando als Navigationsoffizier auf dem Kreuzer Köln. Vom 7. Januar bis zum 28. Januar 1932 befand sich der Kreuzer zu Artillerieschießversuchen auf einer kurzen Auslandsreise im Atlantik. Dabei wurde Las Palmas auf Gran Canaria angelaufen. Nach dem Besuch von Stavanger im Rahmen der Herbstmanöver (17.–18. September 1932) verließ die Köln am 8. Dezember des gleichen Jahres Wilhelmshaven mit Ziel Ostasien. Über Caraminal/Spanien, Messina, Alexandria, Indien, Niederländisch-Indien, Australien, die Südsee ging es bis nach Tsingtau in China. Die Heimfahrt führte durch den Suezkanal, das Mittelmeer und Vigo nach Wilhelmshaven, das nach über einem Jahr Abwesenheit und einer Reise von 37.000 Seemeilen am 12. Dezember 1933 erreicht wurde. Fein, seit dem 1. Oktober 1932 Korvettenkapitän, verließ das Schiff am 7. Februar 1934 und war danach bis zum 28. September 1937 im Stab der Marinestation der Ostsee als 1. Admiralstabsoffizier tätig.

### Kriegsmarine
Am 1. Oktober 1936 wurde Fein zum Fregattenkapitän befördert. Vom 6. Oktober 1937 bis zum 31. März 1938 wurde er zur Wehrmachtakademie kommandiert. Danach war er bis zum 6. August 1938 als Referent im Oberkommando der Marine. Die nächsten zwei Jahre diente er, am 1. April 1938 zum Kapitän zur See befördert, als 1. Admiralstabsoffizier im Stab des Marinegruppenkommandos Ost und war zeitweise dort Chef des Stabes. Vom 10. August bis zum 19. August 1940 war er Chef des Stabes im Marinegruppenkommando Nord, um danach Kommandant des als Flottenflaggschiff eingesetzten Schlachtschiffs Gneisenau zu werden. Anfang 1941 nahm er an dem Unternehmen Berlin teil, bei dem im Atlantik gemeinsam mit dem Schwesterschiff Scharnhorst 22 gegnerische Handelsschiffe mit über 115.000 BRT aufgebracht oder versenkt wurden. Mitte Februar 1942 erfolgte im Rahmen des Unternehmens Cerberus die Rückführung der drei schweren Schiffe Scharnhorst, Gneisenau und Prinz Eugen durch den Ärmelkanal nach Deutschland. Fein war bereits zuvor am 2. Februar 1942 mit dem Deutschen Kreuz in Gold dekoriert worden. Seine Zeit auf der Gneisenau endete am 14. April des gleichen Jahres, nachdem er schon am 1. April zum Konteradmiral befördert worden war.
Vom 27. Mai 1942 bis zum 22. November 1944 war Fein Chef des Stabes im Marineoberkommando Norwegen, anschließend im Oberkommando der Marine Chef der Amtsgruppe Nautik. Dort erlebte er das Kriegsende. Vom 23. Juli 1945 bis zum 11. Dezember 1945 leitete er die Deutsche Seewarte als weiter bestehendem deutschen Hydrographischen Dienst auf Weisung der britischen Alliierten zunächst in das German Maritime Institute, dann in das Deutsche Hydrographische Institut (DHI) über, aus dem 1990 das Bundesamt für Seeschifffahrt und Hydrographie hervorging.
Fein war ab 1950 als Geschäftsführer beim Volksbund Deutsche Kriegsgräberfürsorge in Hamburg tätig. Er starb dort am 9. Januar 1953.